# Eberhard Rausch
Eberhard Rausch (* 11. Dezember 1947 in Mannheim) ist ein ehemaliger deutscher Eiskunstläufer.
Er ist mehrfacher Deutscher Meister im Paarlauf und nahm an zwei Olympischen Winterspielen teil.

## Erfolge/Ergebnisse

### Paarlauf
(mit Brunhilde Bassler)
| Wettbewerb/Wintersaison  | 1969 | 1970 | 1971 |
| ------------------------ | ---- | ---- | ---- |
| Weltmeisterschaften      | 9.   | 9.   | 12.  |
| Europameisterschaften    | -    | 8.   | 7.   |
| Deutsche Meisterschaften | 3.   | 1.   | 2.   |

(mit Corinna Halke)
| Wettbewerb/Wintersaison  | 1972 | 1973 | 1974 | 1975 | 1976 |
| ------------------------ | ---- | ---- | ---- | ---- | ---- |
| Olympische Winterspiele  | 10.  | -    | -    | -    | 8.   |
| Weltmeisterschaften      | 10.  | 12.  | 9.   | 9.   | 8.   |
| Europameisterschaften    | 9.   | 11.  | 7.   | 8.   | 8.   |
| Deutsche Meisterschaften | 2.   | -    | 1.   | 1.   | 1.   |

## Referenz
- ISU Statistik
- IOC – Olympische Winterspiele 1976
- Eberhard Rausch in der Datenbank von Olympedia.org (englisch)

| Personendaten    | Personendaten            |
| ---------------- | ------------------------ |
| NAME             | Rausch, Eberhard         |
| KURZBESCHREIBUNG | deutscher Eiskunstläufer |
| GEBURTSDATUM     | 11. Dezember 1947        |
| GEBURTSORT       | Mannheim                 |